# Robin Kähler
Robin Kähler (* 23. Juni 1946 in Weinheim) ist ein deutscher Sportwissenschaftler und Hochschullehrer.

## Leben
Kähler ging von 1952 bis 1957 in seiner Geburtsstadt Weinheim, von 1957 bis 1961 in Bielefeld und von 1961 bis 1966 am Gymnasium Louisenlund in Schleswig-Holstein zur Schule. Nach dem Wehrdienst 1967 und 1968 nahm er 1969 an der Westfälischen Wilhelms-Universität Münster ein Studium der Sportwissenschaft, Geschichte, Psychologie und Erziehungswissenschaft für das höhere Lehramt auf. 1974 legte er das erste Staatsexamen ab. Bereits von 1971 bis 1973 war er als Sportlehrer tätig, 1974 und 1975 lehrte er am Gymnasium Greven, absolvierte 1975 und 1976 seine Referendariatszeit und bestand im Juli 1976 sein zweites Staatsexamen.
Von April 1975 bis Juli 1977 hatte Kähler am Institut für Sport und Sportwissenschaft der Uni Münster sowie an der Universität Osnabrück Lehraufträge für die Sportart Tennis inne, von August 1976 bis Juli 1978 arbeitete er in Warendorf als Lehrer. 1978 trat Kähler an der Universität Osnabrück/Vechta eine Stelle als wissenschaftlicher Assistent an, welche er bis November 1981 ausübte. Von Dezember 1981 bis September 1987 war er als Akademischer Rat am Institut für Sportwissenschaft der Technischen Universität Braunschweig tätig und schloss in dieser Zeit, nämlich im April 1985, an der Uni Osnabrück seine Doktorarbeit mit dem Titel „Moralerziehung im Sportunterricht: Untersuchung zur Regelpraxis und zum Regelbewusstsein“ ab.
Zwischen 1987 und 2000 war Kähler Akademischer Direktor des Instituts für Sport der Universität Mannheim, in dieser Zeit führte er zudem Lehraufträge am Lehrstuhl Sportpädagogik der Universität Augsburg (1989/1990), am Lehrstuhl Erziehungswissenschaft II Wirtschaftspädagogik der Universität Mannheim (1994–1999) und am Institut für Sportwissenschaft der Universität Heidelberg (1999) aus.
Im Dezember 2000 trat er an der Christian-Albrechts-Universität zu Kiel (CAU) den Posten des Leitenden Akademischen Direktors des Sportzentrums an, welchen er bis Oktober 2011 innehatte. Im März 2008 wurde er zum außerplanmäßigen Professor ernannt. Darüber hinaus war Kähler an der CAU von 2001 bis 2012 Leiter des Arbeitsbereichs Sportökonomie/Sportsoziologie und baute dort den Lehrstuhl für Sportökonomie und Sportsoziologie auf.
Kähler ist seit 1979 Mitglied der Deutschen Vereinigung für Sportwissenschaft (DVS), 2017 wurde er von der DVS mit der Goldenen Ehrennadel ausgezeichnet. Kähler war Anfang der 1980er Jahre maßgeblich an der Gründung der DVS-Kommission für Tennis sowie später der Kommission für den Sportwissenschaftlichen Nachwuchs beteiligt. Er war Sprecher der DVS-Kommission Sport und Raum und saß im wissenschaftlichen Beirat im Forschungsprojekt des Bundesinstituts für Sportwissenschaft (BISp) sowie im Beirat für Sportökonomie beim Bundesministerium für Wirtschaft (BMWi). In der Sportentwicklungsplanung war er zudem als Gutachter tätig, er wurde 2017 Vorsitzender der Internationalen Vereinigung Sportstätten und Freizeiteinrichtungen (IAKS), Deutschland.
Zu Kählers Forschungsschwerpunkten zählen die Sportentwicklungsplanung auf kommunaler und regionaler Ebene, die Themen Sportstätten, Sportorganisation, wirtschaftliche Aspekte des Sports, Fitness- und Gesundheitssport sowie die Personalentwicklung durch Sport.